# Centro para Ensayos, Entrenamiento y Montaje de Aeronaves no Tripuladas
El Centro para Ensayos, Entrenamiento y Montaje de Aeronaves no Tripuladas o CEUS (proviene del nombre en inglés "Center of Excellence for Unmanned Systems"), es un centro de desarrollo y pruebas, que se sitúa en el paraje de "La Atalaya" del municipio de Moguer (provincia de Huelva, España), con la función específica de ensayos científicos, desarrollo tecnológico, entrenamiento y montaje de aeronaves no tripuladas («UAS», Unmanned Aircraft Systems) de gran tonelaje (hasta 15 toneladas), tanto aéreas como marítimas y terrestres, de grandes prestaciones con fines exclusivos de I+D+i, para usos civiles. Esta gestionado por el Instituto Nacional de Técnica Aeroespacial (I.N.T.A) ubicándose en las proximidades del Centro de Experimentación de El Arenosillo (CEDEA), del que dependerá orgánicamente.

## Historia
El Instituto Nacional de Técnica Aeroespacial (I.N.T.A), el Ministro de Economía (MINECO) y la Agencia IDEA (Junta de Andalucía) acordaron en 2011, desarrollar un centro para ensayos, entrenamiento y montaje de aviones no tripulados (CEUS), con la finalidad de contar con unas capacidades integradas que conviertan al Conjunto CEUS-CEDEA en el mejor Centro de Excelencia europeo de Sistemas no Tripulados, con una inversión total prevista de 30 millones de euros.
Como primera actuación administrativa, el 29 de octubre de 2013, el Consejo de Gobierno de la Junta de Andalucía determinó la prevalencia del interés científico-tecnológico sobre el forestal de  los terrenos, y la  descatalogación de los terrenos afectados, en el polígono 32 parcelas catastrales previas 73 y 60, pertenecientes al monte público del Ayuntamiento de Moguer.
El 9 de octubre de 2014, la Secretaría de Estado de Medio Ambiente, formuló la declaración de impacto ambiental del proyecto. La inversión empresarial del Proyecto CEUS fue declarada de interés estratégico para Andalucía por Acuerdo de 18 de marzo de 2014, de la Comisión Delegada para Asuntos Económicos. Refrendándose en el Consejo de Gobierno de la Junta de Andalucía.
Tras unos años de parálisis, el 31 de julio de 2018, se reunió el presidente de la Diputación de Huelva, el delegado de la Junta de Andalucía en Huelva y el secretario de Estado de Defensa, para analizar la situación e impulsar el proyecto CEUS, firmando un protocolo de actuaciones en el que se contemplaba el impulso conjunto de la administración autonómica y el Estado para el desarrollo del proyecto.

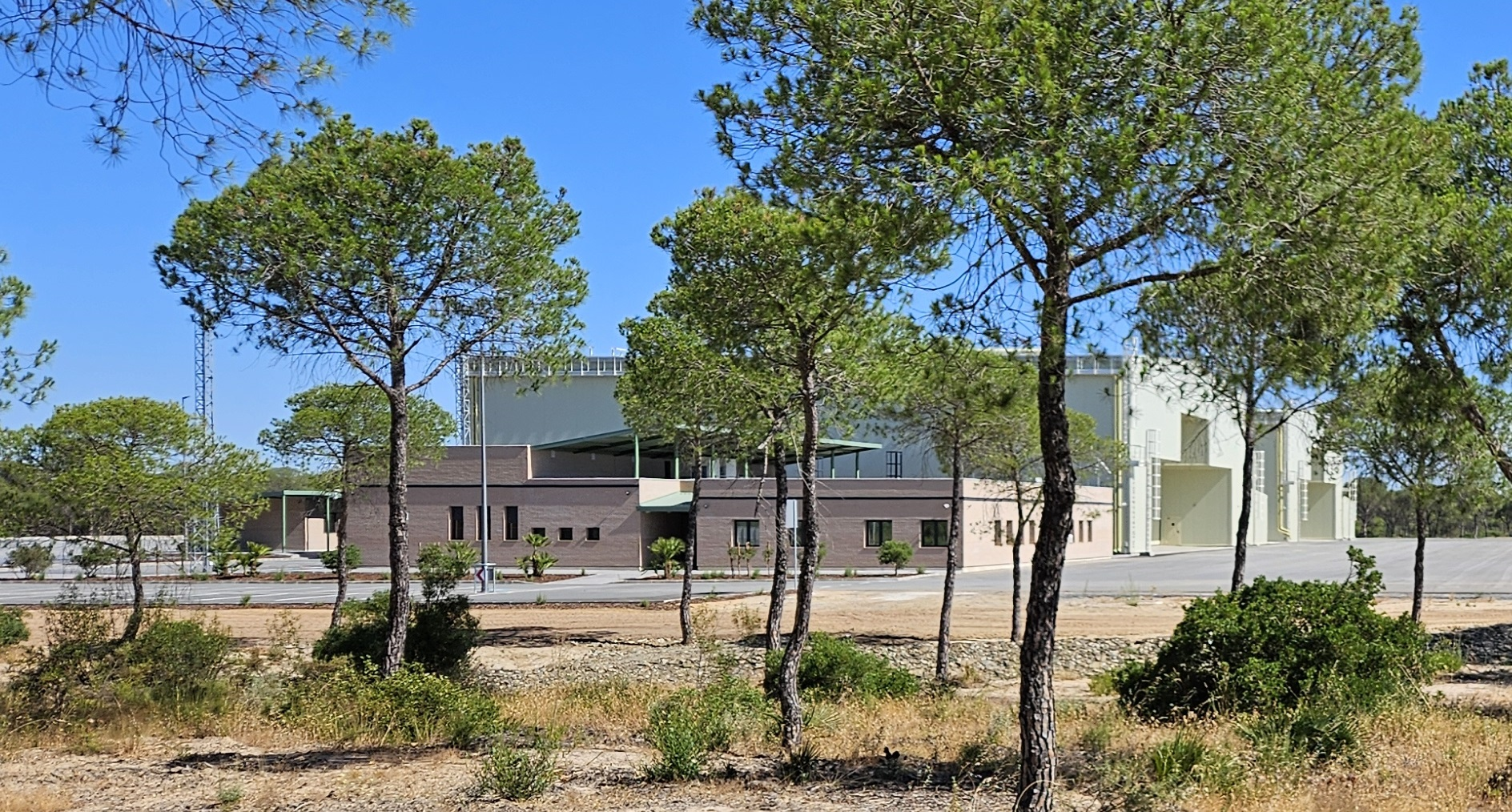
Vista de hangares y oficinas.

Teniendo en cuenta que el CEUS dependerá organicamente del Centro de Experimentación de El Arenosillo (CEDEA), se acordó la necesidad de dar seguridad jurídica a la situación administrativa de los terrenos del CEDEA, como paso previo al desarrollo del proyecto CEUS. Para ello, el 3 de febrero de 2020, el Consejo de Gobierno de la Junta de Andalucía, determinó la prevalencia del interés científico-tecnológico sobre el forestal de una superficie total de 74,93 hectáreas de terrenos de montes públicos ocupados por el  Centro de Experimentación de El Arenosillo.
El 14 de febrero de 2020, el alcalde de Moguer (Huelva) acordó con el secretario de Estado de Defensa del Gobierno de España, la venta de las 75 hectáreas necesarias, por 600.000 euros. El 26 de febrero de 2020 se reunió el Consejero de Economía, Conocimiento, Empresas y Universidad de la Junta de Andalucía, y el secretario de Estado de Defensa del Gobierno central para redactar y actualizar el protocolo de actuación para que las dos partes, INTA y Consejería andaluza de Economía, desarrollen sus respectivos trabajos.
Tras la parálisis, por la emergencia sanitaria del COVID-19, se reanudaron los trámites para iniciar la ejecución del proyecto, y el 10 de junio de 2020 el Ayuntamiento de Moguer sacó a concurso público el aprovechamiento forestal de los terrenos del CEUS. Pero finalmente, tras la inoperancia de las administraciones, la DIA caducó en octubre de 2020, y fue descartada la ejecución del mismo, apuntando la posibilidad de su desarrollo con futuros fondos europeos.
Sin embargo, a principios del año 2021, con la puesta en marcha de los fondos comunitarios del programa Next Generation de la Unión Europea, el proyecto fue retomado con fuerza, con la posibilidad de ampliar el proyecto inicial, con la inclusión de instalaciones para el ensayo de prototipos de barcos y vehículos terrestres sin piloto. Igualmente, se vio reforzado el proyecto por el interés mostrado por varias empresas privadas como Amazon, Airbus y Aertec. En una nueva reunión mantenida el 13 de julio de 2021 en las instalaciones del CEDEA, entre los representantes de las tres administraciones competentes (INTA, la  Consejería de Transformación Económica de la Junta de Andalucía y el Ayuntamiento de Moguer), se confirmó el avance del proyecto con la presentación de la DIA simplificada ante el MITECO, así como otros trámites necesarios.

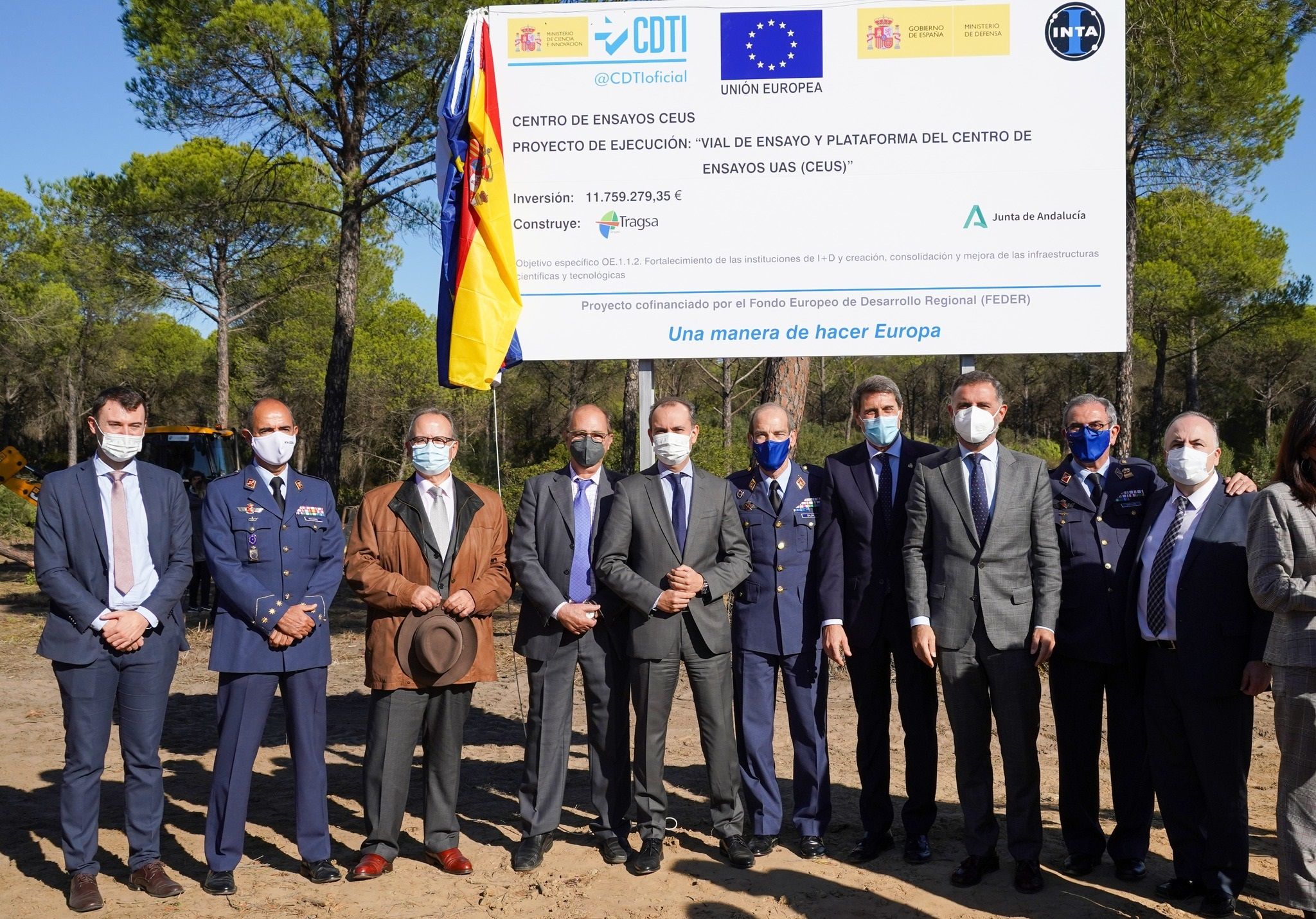
Inicio obras CEUS (1 de diciembre de 2021).

El 22 de octubre de 2021, la Secretaría de Estado de Medio Ambiente, aprobó la nueva Declaración de Impacto Ambiental del proyecto Centro de Excelencia de Sistemas no Tripulados, por otro lado, la Autorización Ambiental Unificada de la Junta de Andalucía, sigue en vigor hasta el mes de marzo de 2022, por lo que la tramitación ambiental había concluido.
El 29 de octubre se firmó el convenio, entre el Centro para el Desarrollo Tecnológico Industrial (CDTI) y el Instituto Nacional de Técnica Aeroespacial (INTA), para la financiación del proyecto, con un presupuesto de veintiocho millones de euros (28.000.000 euros), financiado al 100% por el CDTI, si bien al menos un 80% del mismo correrá con cargo a los Fondos FEDER. La resolución del convenio fue firmada por el director general del CDTI, el 8 de noviembre de 2021.
El 24 de noviembre de 2021 fue publicado en el BOE, el citado convenio, que habilita los 28 millones de euros del CDTI con destino a la financiación del proyecto, estando ya disponibles, tras su publicación, 14 millones de euros para que el INTA inicie las primeras actuaciones. Igualmente, el Ayuntamiento de Moguer, autorizó oficialmente, al INTA, para iniciar los trabajos de desbroce y allanado de los terrenos por medio de la empresa pública Tragsa, en tanto no se firme la venta de los mismos.

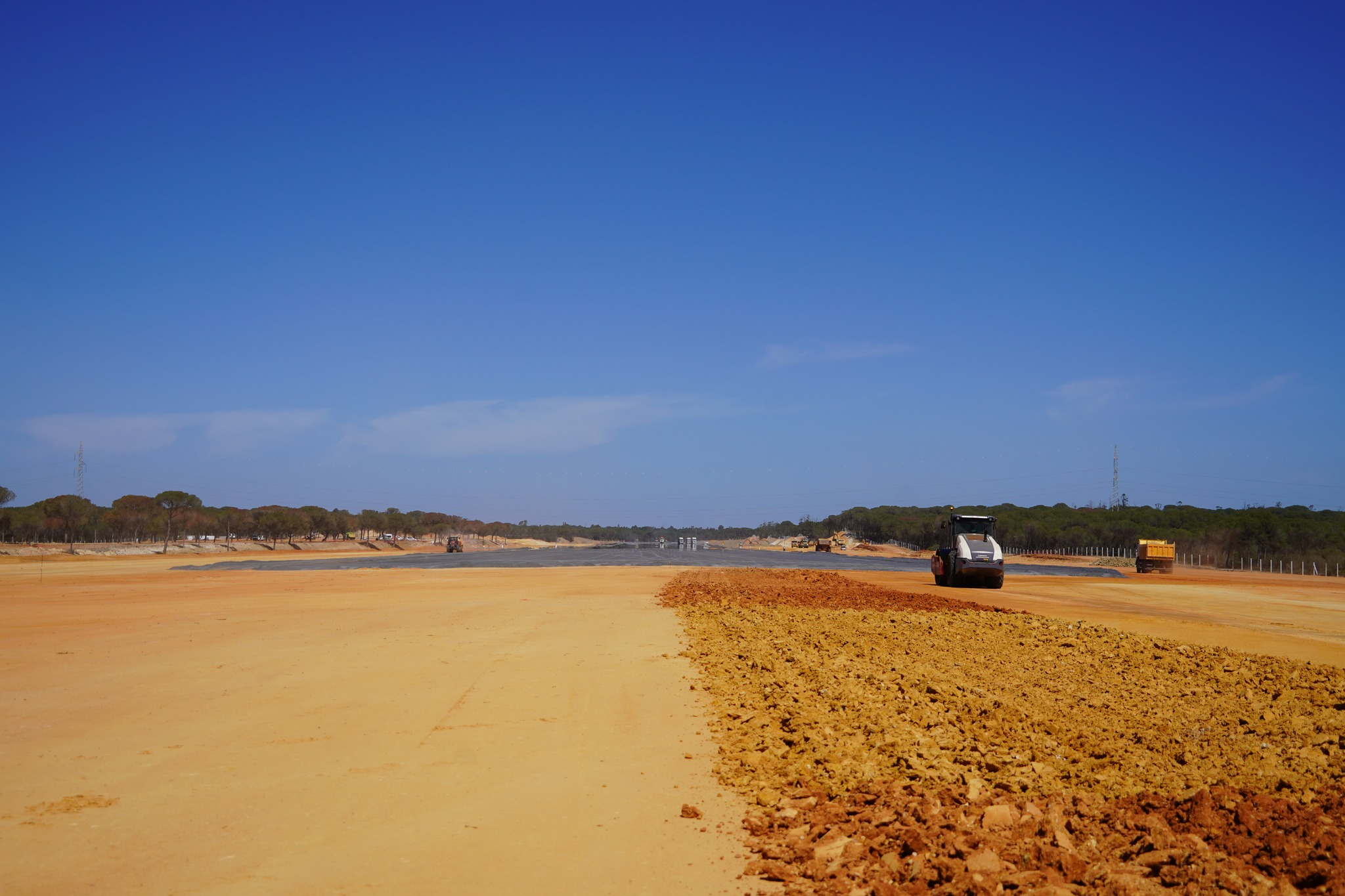
Fase 1: Construcción pistas.

El 1 de diciembre de 2021 se iniciaron las obras de la fase inicial de construcción (fase 0), con los trabajos de desbroce y allanado de los terrenos, por medio de la empresa pública Tragsa, para la ejecución de las pistas y la plataforma (fase 1). Las tareas de tala y desbroce de las 75 hectáreas en las que se asientan las infraestructuras del CEUS se ejecutaron en tres meses. Posteriormente se procedió a la construcción de la pista de aterrizaje y las plataformas de lanzamiento de los prototipos, después la construcción de los dos hangares y el edificio de control, para finalmente equiparlo con los sistemas de seguridad y de seguimiento de misiones. La ejecución fue dividida en fases, la inicial de preparación de los terrenos (denominada fase 0 y un presupuesto de 487.651 €), la de ejecución de las pistas y la plataforma (fase 1 con un presupuesto de 11.759.279,35 euros €), la fase 2 para la construcción de los edificios e infraestructuras (8.455.700 €) y la tercera de adquisición de equipamientos (7,5 millones aproximadamente). El tiempo estimado para su ejecución completa y puesta en marcha es de 2 años, y 28 millones de euros el total de la inversión.

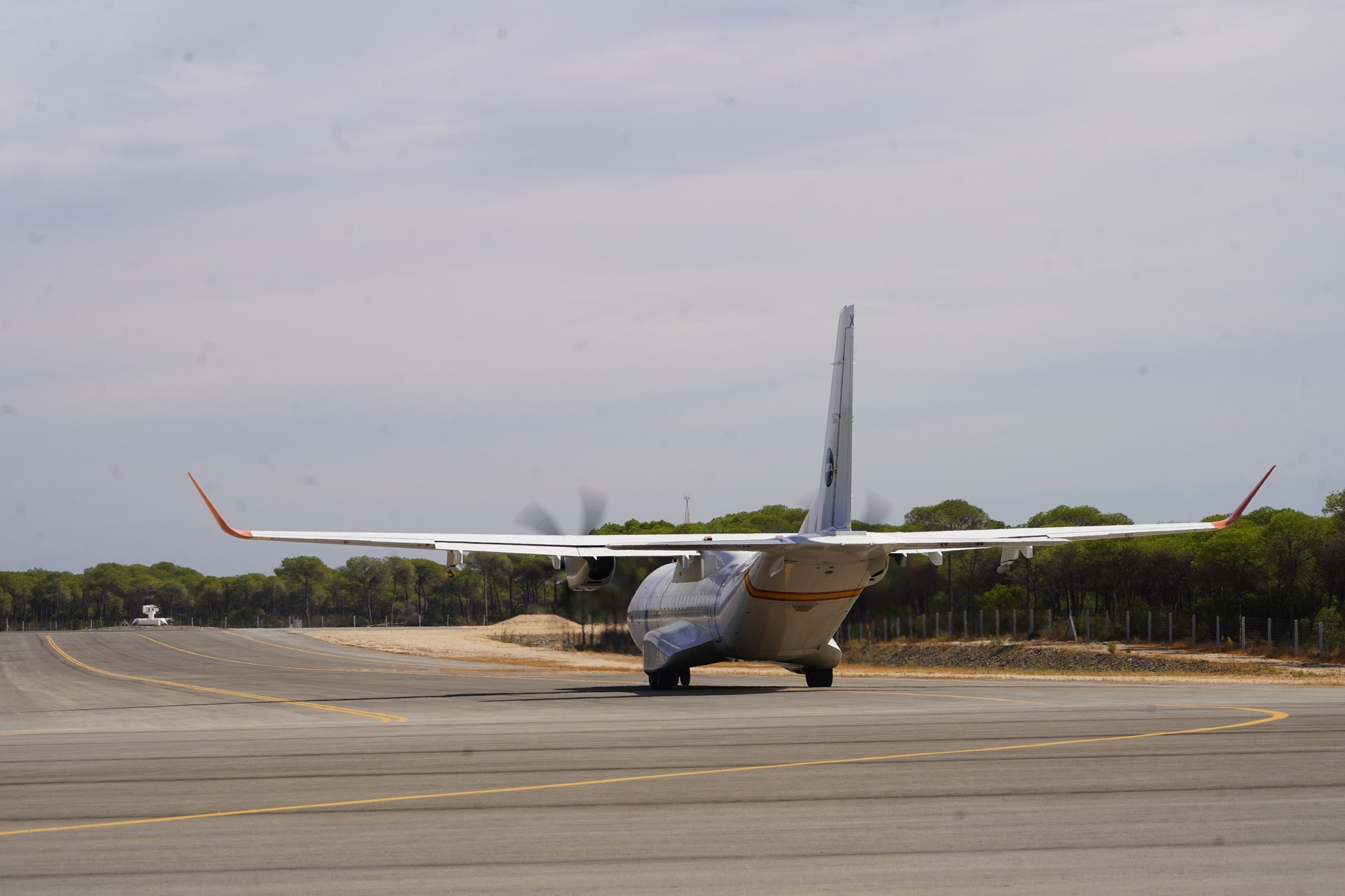
Avión laboratorio TX C295 despegando en la inauguración.

El 10 de febrero de 2022, se firmó el convenio de venta de las 75 hectáreas del ayuntamiento de Moguer al INTA, por un valor de 398.878,50 euros. Una vez firmado este convenio de enajenación de los terrenos, el INTA puede ya realizar todas las obras necesarias para la instalación del CEUS. El 6 de abril de 2022, el Ministerio de Defensa aprobó el proyecto de ejecución. El 27 de abril de 2022 el ayuntamiento de Moguer concede la licencia de obras para la ejecución del proyecto.
El 2 de junio de 2022, la Junta de Andalucía y el INTA, firmaron el "convenio para la ejecución y gestión del CEUS". Dicho convenio concreta las actuaciones a llevar a cabo por la Junta de Andalucía y el Instituto Nacional de Técnica Aeroespacial (INTA). La Junta de Andalucía se encarga del soterramiento de la línea de alta tensión y el INTA financiar con un presupuesto de 28 millones de euros la ejecución del proyecto. El convenio también encomienda a ambas partes a diseñar, antes de que finalice la construcción del centro, los instrumentos jurídicos que definan la forma en la que ambas instituciones participarán en la gestión, financiación y explotación del centro. 
El 25 de octubre de 2023, con las obras en la fase final, el INTA hizo su presentación oficial en unas jornadas técnicas, dirigidas a empresas, agentes sociales y académicos. El 21 de enero de 2024, en el marco del convenio firmado por la Junta de Andalucía y el INTA para el desarrollo del proyecto CEUS, la Junta de Andalucía cede al INTA las 74,93 hectáreas del CEDEA, en las que se encuentran los sistemas de control y seguimiento de vuelo necesarios para el funcionamiento del proyecto CEUS.

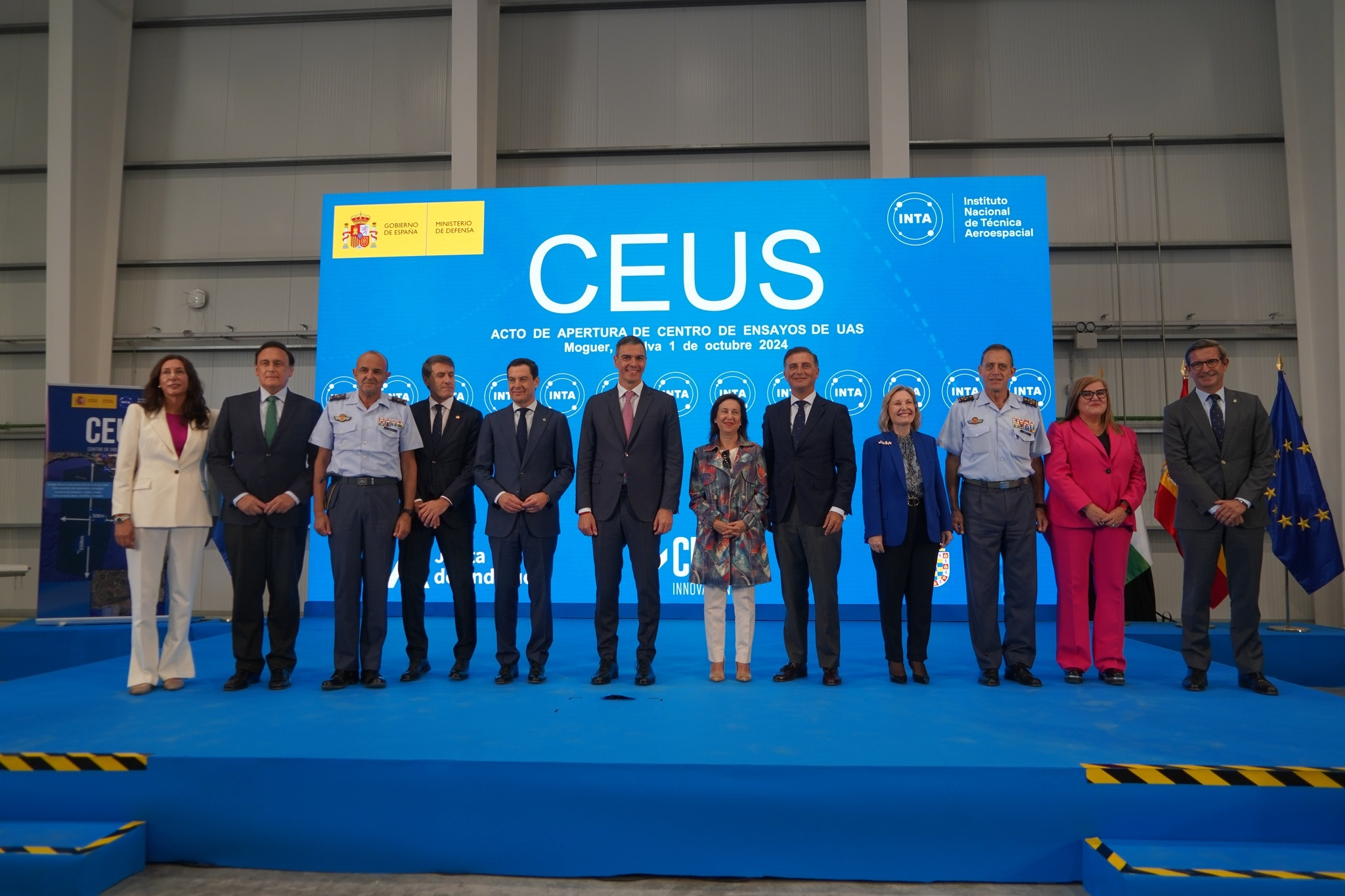
Acto inaugural y de puesta en marcha (1 de octubre de 2024).

Finalmente fue inaugurado y puesto en servicio el 1 de octubre de 2024, por el presidente del gobierno de España y el de la Junta de Andalucía, con una inversión definitiva de 72,5 millones de euros (28 millones de euros cofinanciados por el gobierno central, 17 millones invertidos por la Junta de Andalucía y otros 27,5 millones para la adquisición del avión laboratorio TX C295). En la inauguración, la secretaria de Estado de Defensa anunció la presencia en las instalaciones del CEUS de un hidrodrón que funcionará como apagafuegos con el que se experimentará dos años en el P. N. de Doñana, y de un avión laboratorio TX C295 para  investigación. También se aprobaron varios convenios de investigación/formación con las universidades, y con las empresas del “corredor industrial aeronáutico de Sevilla-Bahía de Cádiz-Huelva", así como el ejército. 

## Historial de ensayos y certificaciones
A los pocos días de su inauguración, el 16 de octubre de 2024, se produjo la primera operación en las instalaciones del CEUS, con el UAS TARSIS de la empresa internacional AERTEC, que despegó para "el desarrollo de una misión específica y realización de pruebas de reconocimiento", llevando a cabo pruebas de reconocimiento dentro del programa RAPAZ del Ministerio de Defensa.
Durante el mes de febrero de 2025, tuvo lugar los ensayos del UAS Milano, completando un total de 14 vuelos, en los que validó "las optimizaciones implementadas en el avión y en la estación de control, así como reanudar la generación de evidencias de cumplimiento establecidos por la normativa de certificación Stanag-4671 para Unmanned Aerial System (UAS)". Este sistema tiene un peso de 900 kilos,  una envergadura de 12,5 metros y una longitud de 8,2 m.. Es un sistema aéreo táctico no tripulado de gran autonomía (20 horas), que opera a altitudes medias (techo de 8500 metros) y diseñado para realizar misiones de reconocimiento, vigilancia y adquisición de blancos".

## Características

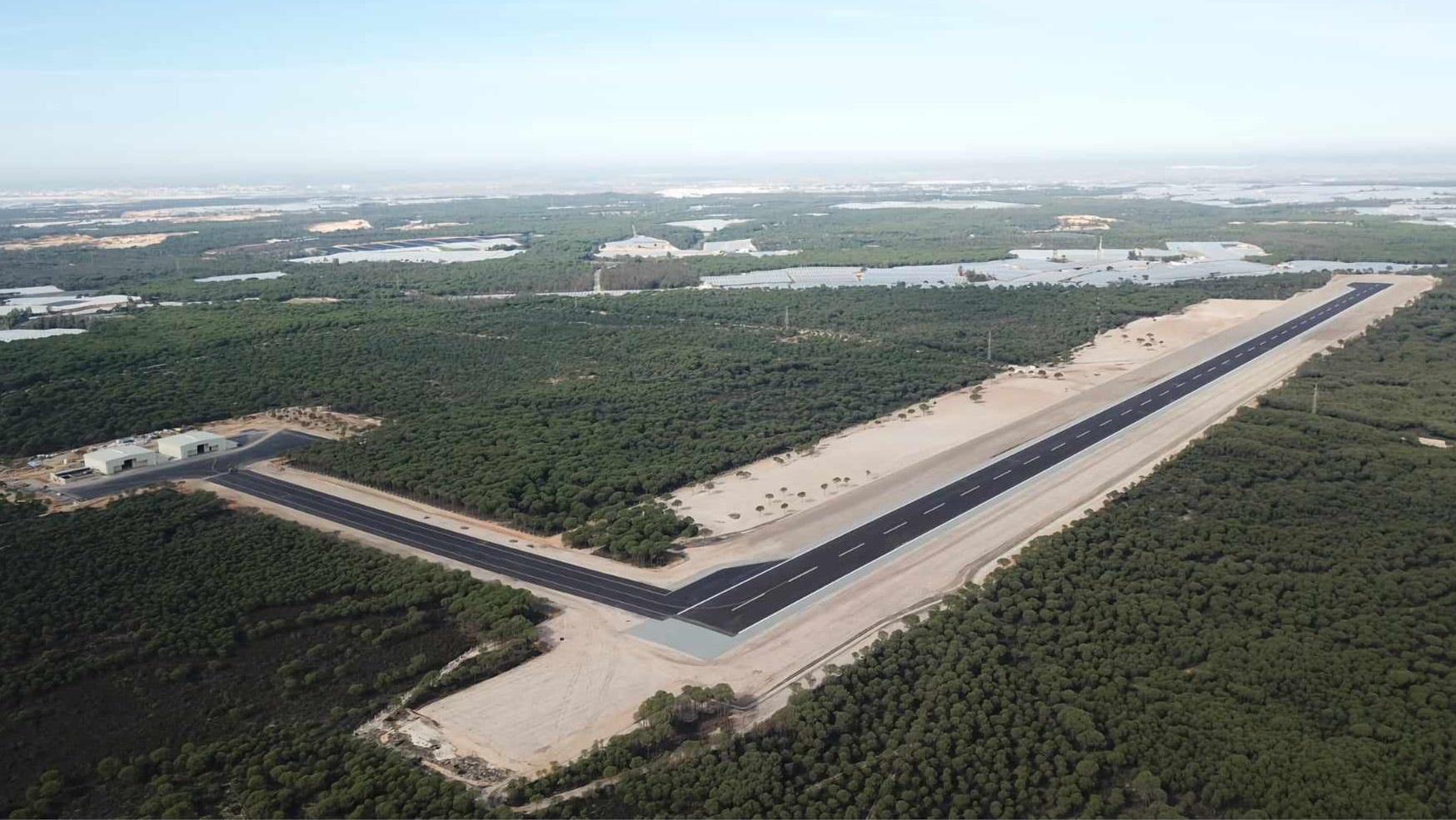
Vista desde dron del CEUS.

Las instalaciones del Proyecto CEUS ocupan 75 hectáreas en el paraje "La Atalaya o Los Alcalares", en la parcela catastral 85 del polígono 32, del término municipal de Moguer. Cuenta con un vial de ensayos para la realización de pruebas de vehículos autónomos terrestres, así como para la toma y despegue de vehículos aéreos no tripulados, una plataforma para estacionamiento y pruebas, talleres de trabajo y diferentes oficinas e instalaciones para logística y seguridad. CEUS también dispone de una plataforma aérea para investigación científica, que permite realizar ensayos y certificación de cargas de pago, sistemas y subsistemas. Este Centro puede ser usado por cualquier empresa que lo requiera en el ámbito internacional, así como por universidades y centros de investigación para validar y/o certificar los desarrollos de sistemas y equipos para sistemas no tripulados.
En su conjunto, la superficie de 75 ha. conforma un ámbito unitario en forma de polígono de cierta irregularidad. Las parcelas se localizan equidistantes, aproximadamente, entre las actuales instalaciones del INTA en el CEDEA (Centro de Experimentación de El Arenosillo), y el núcleo urbano de Moguer, separados de ambos unos 10 km. El acceso al CEUS se realizará en la zona suroeste del ámbito que es colindante con el camino forestal a Lucena y que conecta hacia el este del cruce entre la carretera HU-3110 y el Vial de las Peñuelas.
El emplazamiento del CEUS, en las proximidades del CEDEA, le aporta importantes ventajas: 
- Contar con los sistemas optrónicos y de radar, y las herramientas de comunicaciones y procesado de datos del CEDEA (valoradas en 300 millones de euros).
- Existencia de una zona de exclusión aérea de un millón de hectáreas (algo en lo que sólo compite con instalaciones en el norte de Europa de Suecia o Finlandia).
- Buenas condiciones atmosféricas de la zona, que permiten el uso de las instalaciones prácticamente todo el año (más de 300 días de sol al año).
- Cercanía del ecosistema aeronáutico andaluz (Instalaciones aeronáuticas públicas y privadas de Sevilla y Cádiz), que son algunos de sus clientes potenciales.

## Instalaciones

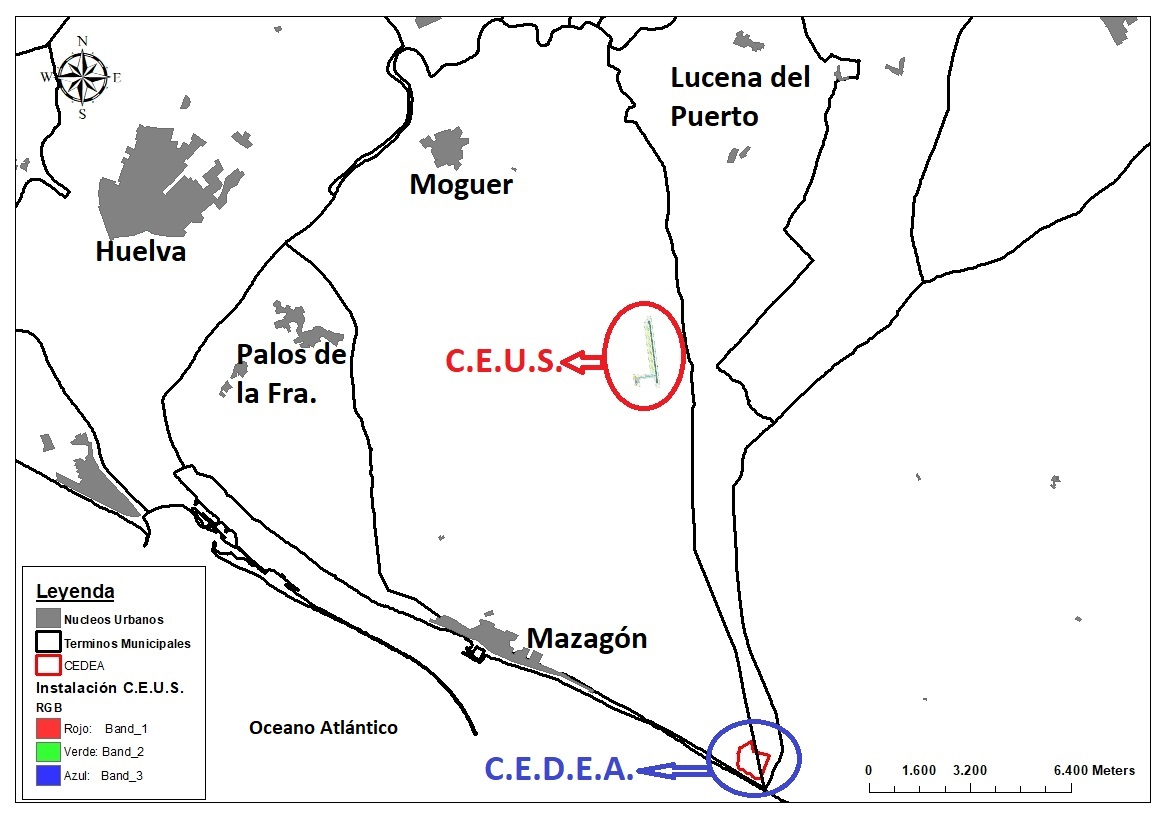
Plano ubicación CEUS-CEDEA.

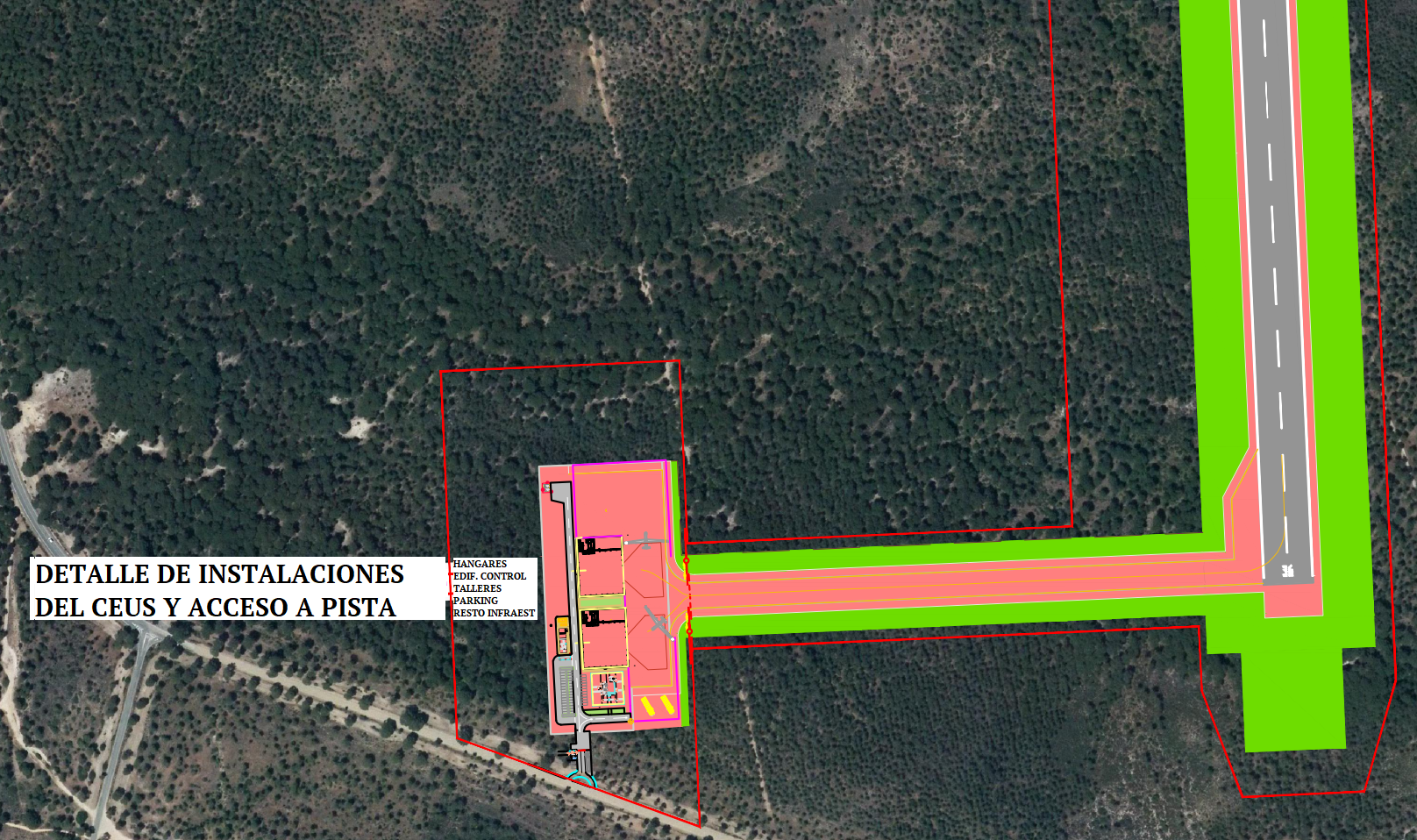
Detalle instalaciones del CEUS.

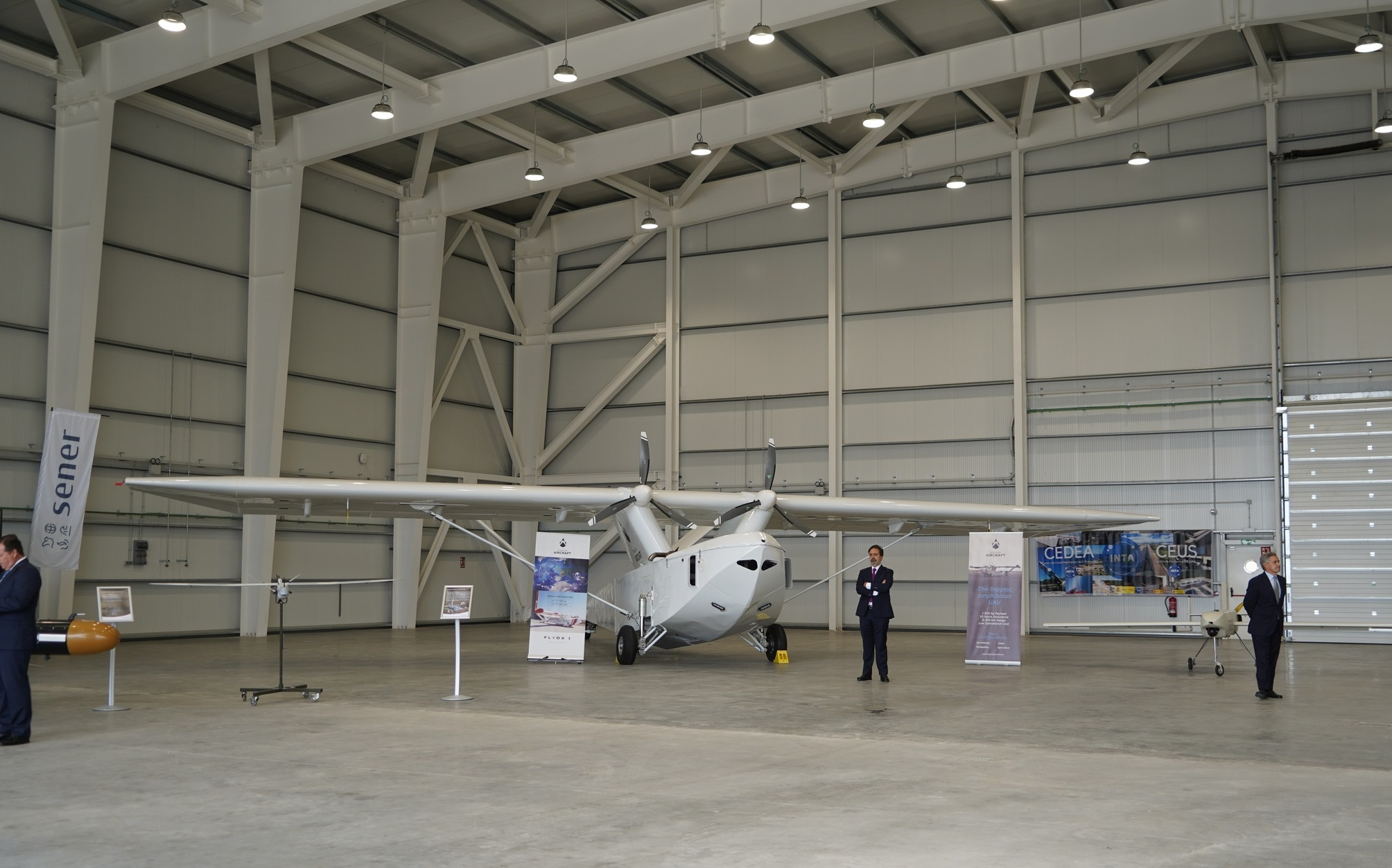
Vista interior hangares.

Las instalaciones ocupan una superficie total de 75 hectáreas, y consta de las siguientes elementos principales:
- Pista principal: Pista de despegue/aterrizaje asfaltada de 2.000 metros de longitud por 45 m de anchura sin contar márgenes (60 m si se incluyeran). El vial de ensayos se localizará dentro de una franja adecuada a un aeródromo de categoría OACI 4D. Establece una franja de seguridad libre de obstáculos a ambos lados del vial de 150 m. a ambos lados de la pista. Estas franjas se mantendrán con vegetación de matorral y monte bajo. En este vial, se operará bajo condiciones de vuelo visual.
- Una calle de rodaje perpendicular a la vial principal que sirve de conexión entre esta vial y la plataforma. Contará con 536 m de longitud y 38 m de anchura, con márgenes de 7,5 m a cada lado.
- Hangares: Con una superficie de 3.720 m², está integrado por 2 hangares,[42] de 1.860 metros cuadrados cada uno, para UAS junto a la plataforma de estacionamiento. Ambos hangares cuentan con una planta cuadrada de 45 m de longitud y 40,6 m de profundidad y sótanos con 2030 metros cuadrados de superficie cada uno. Además, están dotados de un puente grúa. Cada hangar puede albergar, al menos, dos UAS de gran envergadura.
- Una plataforma de estacionamiento de 18.000 m² que puede albergar UAVs, MALE’s y HALES’s de distintos tamaños y modelos.
- Instalaciones auxiliares donde se ubican los laboratorios.
- Un edificio de control, de 700 m², dedicado a oficinas de gestión y desarrollo de servicios comunes. Se incluye un espacio de desarrollo software, una sala de control y seguimiento de misiones, salas de reuniones y salón de actos.
- Talleres: Comprenden dos talleres, de 100 metros cuadrados para la preparación e integración de los sistemas a experimentar, y los laboratorios de robótica, automática, aviónica, software, y cargas de pago, para la investigación, desarrollo, certificación y calificación de los sistemas.
- Una caseta con personal de seguridad para el control de acceso a las instalaciones.
- Un centro de transformación.
- La planta potabilizadora de agua, un depósito de agua y un grupo electrógeno.
- Dos depósitos de combustible de aviación y un depósito de gas para el calentamiento del agua.
- Aparcamiento de 1.875 metros cuadrados, repartidos en el aparcamiento central, oficinas, hangares y control de acceso.
- Vallado perimetral del recinto: En el área funcional de los viales de ensayo el vallado de tela metálica de tipo «permeable no cinegético» y  cuenta con una longitud de 6.000 m y una altura de 180 cm. El área funcional de control operativo y zona de servicios cuenta con una protección física formada por una malla de doble torsión en todo el perímetro. En este caso, el perímetro es de 1.200 m, la altura de la malla abarcando entre 180 y 200 cm. Así mismo, en la zona de Estaciones de Control de Tierra hay una malla de doble torsión.

## Funciones
Las funciones del CEUS son: ensayos científicos, desarrollo tecnológico, entrenamiento y montaje de aeronaves no tripuladas («UAS», Unmanned Aircraft Systems), tanto aéreas como marítimas y terrestres, de grandes prestaciones con fines exclusivos de I+D+i, para usos civiles. Las instalaciones del CEUS se sitúa próximas al Centro de Experimentación de «El Arenosillo» (CEDEA), ya que ambos complejos interaccionan funcionalmente. El control de vuelo de las operaciones con los UAS se lleva a cabo desde el CEDEA, el cual transmite la señal al CEUS.

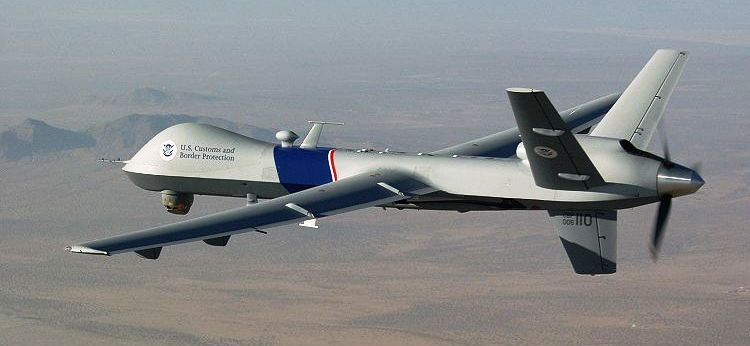
Drone MQ-9 Reaper en vuelo.

Proporciona soporte a las necesidades de las comunidades de ensayos de aeronaves tanto en tierra como en vuelo, y está disponible para todos aquellos usuarios que requieran hacer ensayos de vehículos terrestres no tripulados y navales en conjunción con el CEDEA. La infraestructura está disponible, así mismo, para ofrecer formación avanzada a los futuros investigadores del ámbito de las Ciencias de la Tierra cuyos estudios requieren estudios como: agricultura, geología, atmósfera, aguas continentales, medio marino, medioambiente, etc.
Las maniobras diarias se pueden llevar a cabo con vehículos terrestres y aéreos tipo MALE/HALE tácticos, entre otros estratégicos de mayor tamaño. Presta servicios a empresas nacionales e internacionales, Universidades y centros de investigación, para validar y/o certificar desarrollo de sistemas y equipos no tripulados medios y pesados, de hasta 15.000 kilogramos de masa máxima al despegue. En las instalaciones se pueden experimentar y probar UAS, Unmanned Aircraft Systems o drones, de los siguientes tipos:
- UAV: Son drones diseñados para propósitos civiles, filmar películas, entretenimiento y purificar el aire (ZED CORP).
- MALE (medium altitude, long endurance): Son drones con capacidades hasta 30.000 pies de altitud y un alcance de unos 200 km.
- HALE (high altitude, long endurance): Son drones con capacidades sobre los 30.000 pies de techo y alcance indeterminado.

Para el cálculo de las necesidades del CEUS se consideró, como referencia, un vehículo no tripulado de gran tamaño y envergadura UAS clase 3 (según clasificación OACI) para afrontar situaciones puntuales de acción táctica científica terrestre, aérea y marina. Las características de diseño de este vehículo son: ancho 8 m, largo 4,6 m, alto 1,8 m y peso máximo 5.000 kg.
El nivel de actividad estándar del CEUS puede ser de unas 2,5 operaciones semanales aproximadamente con un máximo de hasta 7 operaciones semanales. La operativa de los vuelos se limita a unos espacios concretos llamados led, en especial al led 120 y puntualmente al 123, en los que se permiten vuelos mediante regulación de protocolos estrictos para evitar accidentes. Esta operativa consiste en el ascenso de los UAS hasta alcanzar los 1.000 metros como mínimo y 3.050 m como máximo de altura y se dirigirán a un corredor de aproximadamente 6 km de ancho por el cual circularán hasta los led señalados anteriormente.

## Equipamiento

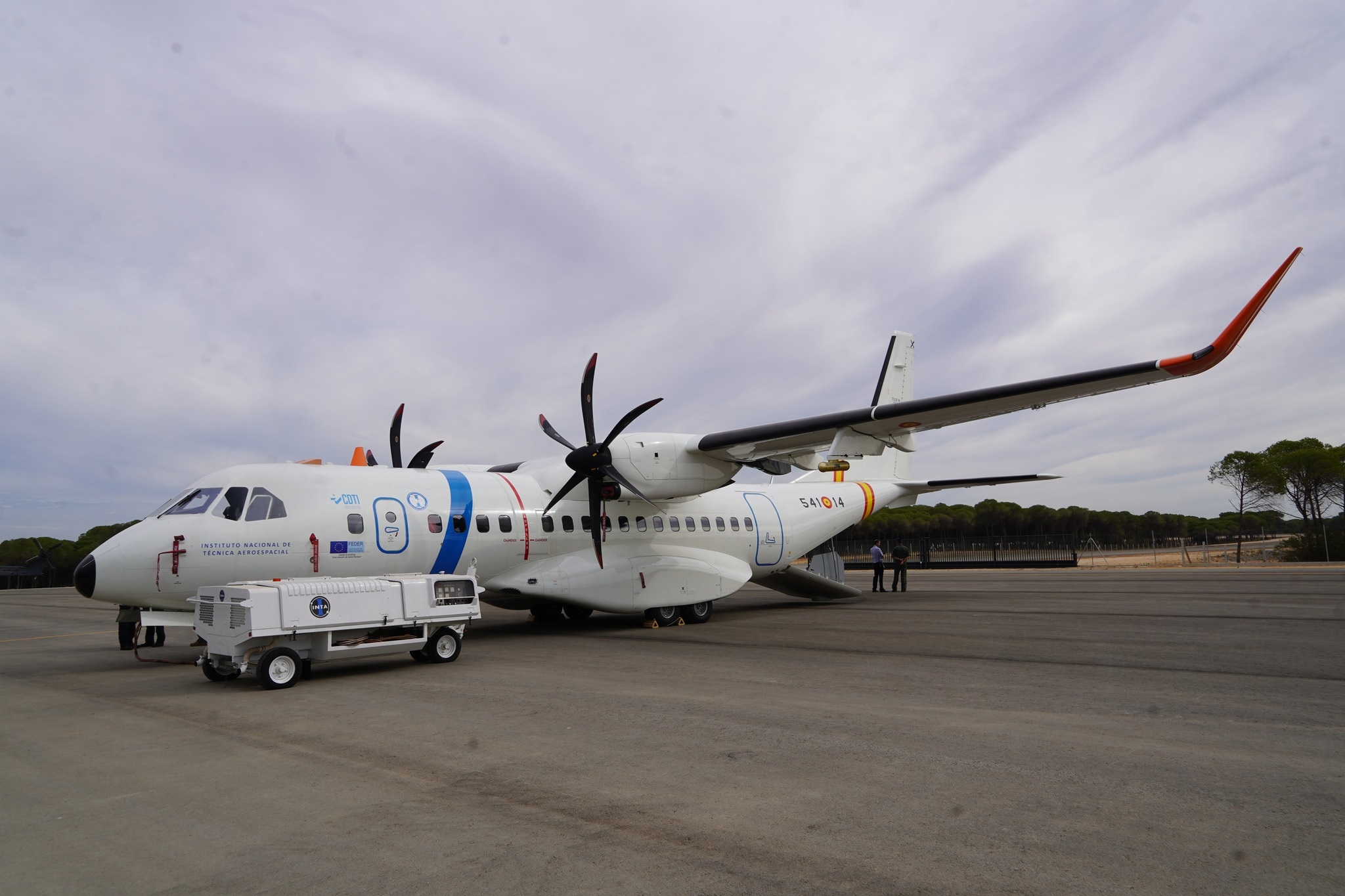
Avión laboratorio TX C295.

En su inauguración se sumaron a las instalaciones: 
- Un hidrodrón que funcionará como apagafuegos y con el que se experimentará dos años en el P. N. de Doñana.[35]
- Un avión laboratorio TX C295 para  investigación, financiado también con Fondos Feder con una inversión 27,5 millones de euros, y que fue fabricado por Airbus en Sevilla.[35][43] Esta aeronave está adaptada e instrumentalizada para su uso en diversas áreas científico-tecnológicas, entre otras: realización de ensayos en vuelo de equipos y sistemas aeronáuticos, investigación atmosférica, la toma de datos de teledetección, pruebas para el desarrollo, adiestramiento y formación de tripulaciones tanto de vuelo como científicas y calificación de nueva instrumentación científica.[44][45]